# Cato T. Laurencin

Cato T. Laurencin

Cato T. Laurencin, M.D., Ph.D. (nacido el 15 de enero de 1959), es un ingeniero, médico, científico, innovador y profesor universitario estadounidense de la Universidad de Connecticut (uno de los dos en la Universidad).
Actualmente es el director ejecutivo del Instituto de Convergencia de Connecticut para la Traducción en Ingeniería Regenerativa.
Dr. Laurencin es considerado como el fundador del campo de la Ingeniería Regenerativa. Es editor en jefe de la revista Ingeniería regenerativa y medicina traslacional y fundador y presidente de la Sociedad de Ingeniería Regenerativa. En ingeniería, medicina, ciencia e innovación, es miembro electo de la Academia Nacional de Ingeniería, miembro electo de la Academia Nacional de Medicina, miembro electo de la Academia Nacional de Cienciasy miembro electo de la Academia Nacional de Inventores. Es el primer cirujano de la historia en ser elegido para las cuatro academias. Es la primera persona en recibir los premios más antiguos/más altos de la Academia Nacional de Ingeniería (el Premio del Fundador Simon Ramo) y la Academia Nacional de Medicina más antigua/más alta (la Medalla Walsh McDermott).
En ciencia, el Dr. Laurencin recibió el Premio Philip Hague Abelson, el más alto honor de la Asociación Americana para el Avance de la Ciencia, por "contribuciones de señal al avance de la ciencia en los Estados Unidos" por su trabajo en Ingeniería Regenerativa.
En innovación, Laurencin fue galardonado con la Medalla Nacional de Tecnología e Innovación, el mayor honor de Estados Unidos por su avance tecnológico, otorgado por el presidente Barack Obama en ceremonias en la Casa Blanca.

## Trayectoria
Laurencin es conocido como líder mundial en biomateriales, ciencia de materiales poliméricos, nanotecnología, ciencia de células madre, sistemas de administración de medicamentos y un campo en el que ha sido pionero, la ingeniería regenerativa.Los documentos y patentes de Laurencin han tenido un amplio impacto en salud humana, lanzando el uso de la nanotecnología en la regeneración musculoesquelética y marcando el comienzo de una nueva era en las terapias ortopédicas. Él y sus colegas fueron los primeros en desarrollar tecnologías de nanofibra para la regeneración de tejidos. Fue pionero en el desarrollo de sistemas de polímeros-cerámica para la regeneración ósea, e inspiró tecnologías en el mercado para la reparación/regeneración ósea y para implantes biocerámicos como tornillos de interferencia para reparación musculoesquelética.
Laurencin ha trabajado en el desarrollo de sistemas para la regeneración de tejidos blandos. Inventó el ligamento Laurencin-Cooper (ligamento LC) para la regeneración del LCA, y diseñó injertos para la reparación y regeneración del tendón del manguito rotador de hombro. National Geographic nombró al Ligamento LC uno de sus "100 descubrimientos científicos que cambiaron el mundo" en 2012.
Es un investigador muy citado y es autor de más de 500 artículos científicos y patentes.

## Premios y honores
Laurencin recibió el Premio Pioneer Grant del Director de los Institutos Nacionales de Salud de los NIHy el Premio de Beca de Fronteras Emergentes en Investigación e Innovación de la Fundación Nacional de Ciencias NSF, los premios de subvención más altos de las agencias para la innovación y la investigación innovadora.
Dr. Laurencin es académico y miembro (extranjero) de la Academia China de Ingeniería. Es miembro de la Academia Africana de Ciencias, miembro de la Academia Mundial de Ciencias, miembro de la Academia Nacional de Ciencias de la India y miembro de la Academia Nacional de Ingeniería de la India. En 2021, fue elegido miembro de los EE. UU. S.Academia Nacional de Ciencias.[
- 2021 - Ganador, Medalla Hoover, AIChE / ASME / ASCE / AIME / IEEE
- 2021 - Destinatario, Medalla Spingarn, NAACP
- 2021 - Beneficiario del Premio Kappa Delta Ann Doner Vaughn,a menudo conocido como el "Premio Nobel de Cirugía Ortopédica".
- 2020 - Destinatario, Herbert W. Premio Nickens[12]
- 2020 - Destinatario, James E. Premio Bailey en Ingeniería Biomédica, Instituto Americano de Ingenieros Químicos
- 2020 - Listado como los 100 científicos negros inspiradores de CrossTalk en Estados Unidos
- 2020 - Recibió la Medalla de Oro Acta Biomaterialia
- 2020 - Premio y conferencia Mike Hogg, MD Anderson Cancer Center
- 2020 - Nelson W. Conferencia y Premio Taylor, Universidad Estatal de Pensilvania
- 2020 - Listado como una revista de Connecticut Healthcare Hero
- 2019 - Ganador del Premio Internacional UNESCO-Guinea Ecuatorial de Investigación en Ciencias de la Vida
- 2019 - Destinatario, E.E. Premio Just Lecture, Sociedad Americana de Biología Celular
- 2019 - Ganador, Premio Walsh McDermott, Academia Nacional de Medicina
- 2019 - Ganador, Premio Simon Ramo Founders, Academia Nacional de Ingeniería
- 2019 - Ganador, Premio Global al Liderazgo de Biomateriales, Asociación China de Biomateriales
- 2019 - Nombrado para los mejores médicos de Estados Unidos (15o año consecutivo) de Castle Connolly
- 2019 - Ganador del Premio Philip Hauge Abelson de la Asociación Americana para el Avance de la Ciencia "por contribuciones significativas al avance de la ciencia en los Estados Unidos"
- 2018 - Premio de Conferencia Les Hsun, Universidad de Shenyang, Shenyang, China[13]
- 2017 - Premio al Educador de Ingeniería Distinguida para 2017 (del Consejo de Ingenieros)
- 2016 - Laureado, Medalla Nacional de Tecnología e Innovación
- 2015 - Premio Pionero de la Diversidad, Instituto Americano de Ingenieros Químicos
- 2015 - Premio Leyenda Viviente, Asociación Médica Nacional
- 2015 - Cato T. Laurencin, M.D., Ph.D., Premio Traveling Fellow establecido por la Sociedad de Biomateriales
- 2015 - Premio a la Trayectoria, Fundación de las Indias Occidentales[14]
- 2015 - Orador Plenario y Premio Plenario, Sociedad Americana de Cerámica
- 2014 - Premio Pionero del Director de los NIH[15]
- 2014 - Medalla Percy Julian, el más alto honor de la Organización Nacional de Químicos e Ingenieros Químicos Negros (NOBCChe)
- 2008 - Nombrado como "Los principales médicos de Estados Unidos" por la revista Black Enterprise[16]